# Gare de Bueil
La gare de Bueil est une gare ferroviaire française, située sur le territoire de la commune de Bueil, dans le département de l'Eure, en région Normandie.

## Situation ferroviaire
Ancienne gare de bifurcation, elle est située au point kilométrique (PK) 80,140 de la ligne de Mantes-la-Jolie à Cherbourg et au PK 29,7 de l'ancienne ligne de Saint-Georges-Motel à Grand-Quevilly, partiellement déclassée. Son altitude est de 63 m.

## Histoire
La gare est ouverte le 1er juillet 1855 à l'occasion de l'ouverture de la section Mantes-la-Jolie - Lisieux de la ligne de Mantes-la-Jolie à Cherbourg.
Il y avait une correspondance entre les trains de la ligne Paris - Cherbourg et ceux de la ligne de Saint-Georges-Motel à Grand-Quevilly (relation Rouen - Orléans).

## Fréquentation
De 2015 à 2023, selon les estimations de la SNCF, la fréquentation annuelle de la gare s'élève aux nombres indiqués dans le tableau ci-dessous.
| Année     | 2015    | 2016    | 2017    | 2018    | 2019    | 2020   | 2021   | 2022    | 2023    |
| --------- | ------- | ------- | ------- | ------- | ------- | ------ | ------ | ------- | ------- |
| Voyageurs | 127 653 | 130 854 | 133 082 | 103 373 | 107 823 | 66 030 | 83 609 | 109 663 | 126 931 |

### Accueil

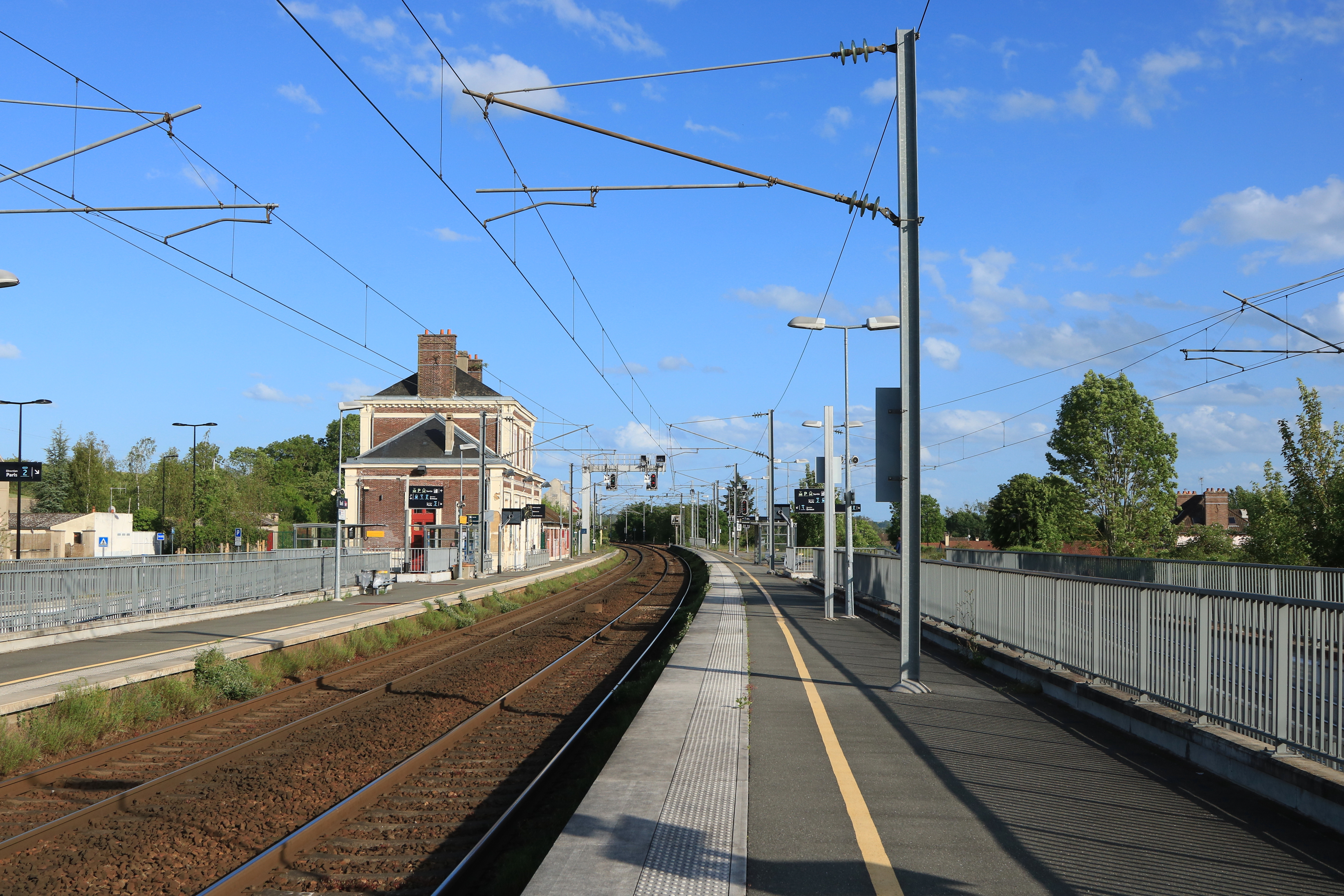
Vue des voies et quais en direction de Paris.

## Service des voyageurs

### Desserte
La gare est desservie par les trains TER Normandie (relation de Paris-Saint-Lazare à Lisieux).